# Zanarocz
Zanarocz (biał. Занарач, Zanaracz; ros. Занарочь, Zanarocz) – agromiasteczko na Białorusi, w obwodzie mińskim, w rejonie miadzielskim, siedziba administracyjna sielsowietu. W 2007 roku liczyło ok. 620 mieszkańców.
Znajduje się tu parafialna cerkiew prawosławna pw. Przemienienia Pańskiego.

## Historia
Wieś wzmiankowana pierwszy raz w latopisach z 1566 roku, choć znaleziska archeologiczne wskazują, że okolica ta zamieszkała była już ok. 750 r. n.e. (3 kurhany przebadane w 1906 przez Pokrowskiego). Wieś szlachecka położona była w końcu XVIII wieku w powiecie oszmiańskim województwa wileńskiego. W 1795 po III rozbiorze Polski miejscowość w granicach Imperium Rosyjskiego, od 1868 w guberni wileńskiej w powiecie święciańskim.
W 1905 roku liczyła 320 mieszkańców, 362 dziesięciny.
W lipcu 1916 miała tu miejsce krwawa bitwa podczas której Rosjanie stracili 80 tys. żołnierzy, a Niemcy o połowę mniej. 
Miejscowość w latach 1922–1927 była siedzibą gminy Zanarocze, w granicach II Rzeczypospolitej do roku 1939. 
W 1931 wieś w 65 domach zamieszkiwało 347 osób.
W 1938 roku miejscowość należała do gromady Zanarocz gminy Kobylnik.
Zajęta przez wojska ZSRR znalazła się w granicach BSRR, a od 1991 Białorusi.
Od 2001 roku działa tu elektrownia wiatrowa „EkaDom” (ВЭС БНГА ЭкаДом), składająca się z 2 turbin wiatrowych o mocy 0,4 MW i 0,25 MW. Według władz rejonu miadzielskiego wytwarzana przez nie energia pokrywa potrzeby całej wsi.